# Marian MacDowell
Pour les articles homonymes, voir MacDowell.
Marian MacDowell (née Marian Griswold Nevins ; New York, 22 novembre 1857 – Los Angeles, 23 août 1956) est une pianiste et philanthrope américaine. En 1907, son mari Edward MacDowell et elle, ont fondé pour les artistes, la MacDowell Colony, à Peterborough, dans le New Hampshire. Sa direction de ces « retraites d'artistes » [Art Colony ou Artists' Colony] à travers les deux guerres mondiales, la Grande Dépression et d'autres défis, a permis de créer l'une des premières institutions culturelles aux États-Unis, qui cultive le travail de plusieurs générations de musiciens, écrivains, poètes, sculpteurs et artistes visuels.

## Biographie

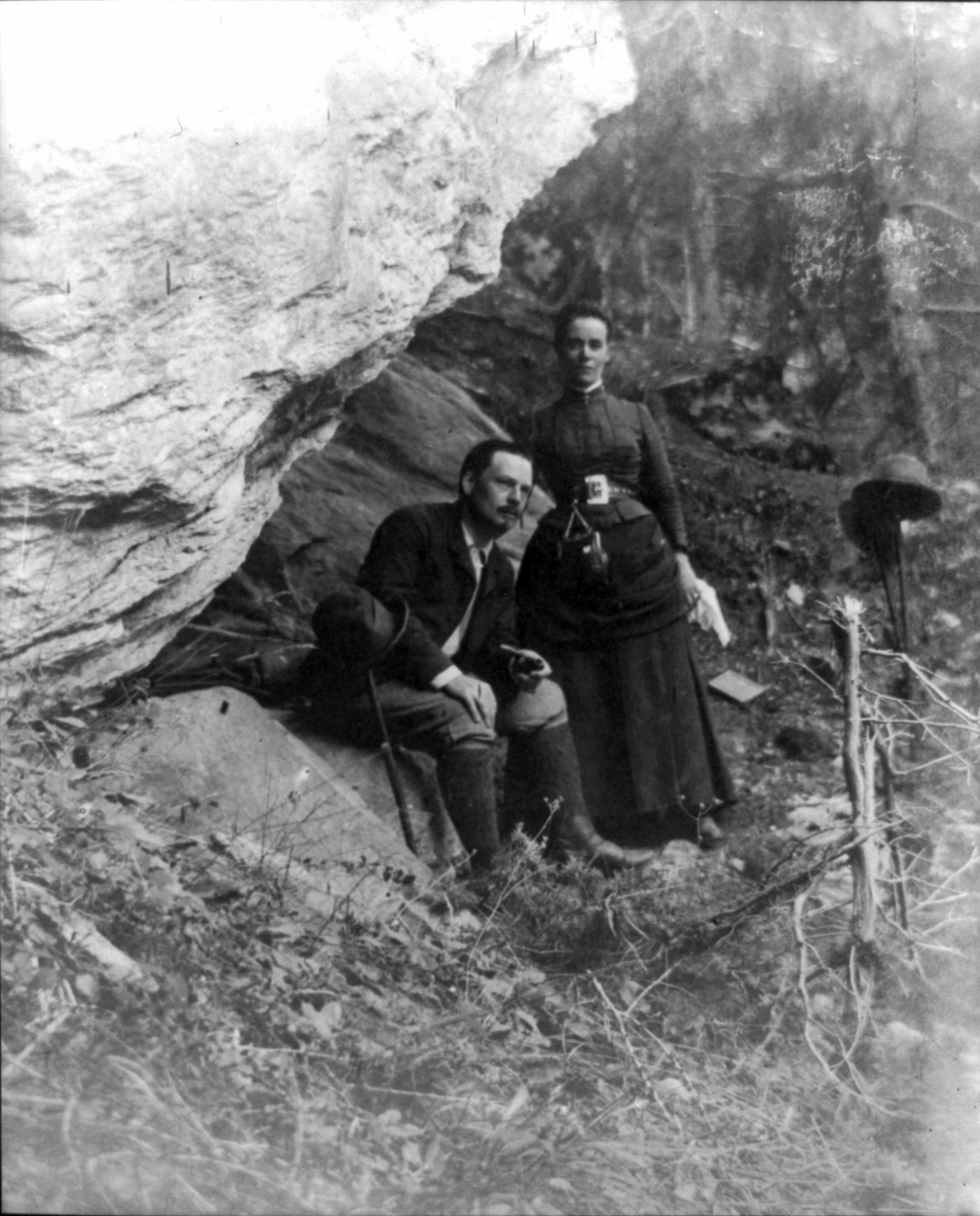
Marian avec son mari Edward MacDowell, en 1886.

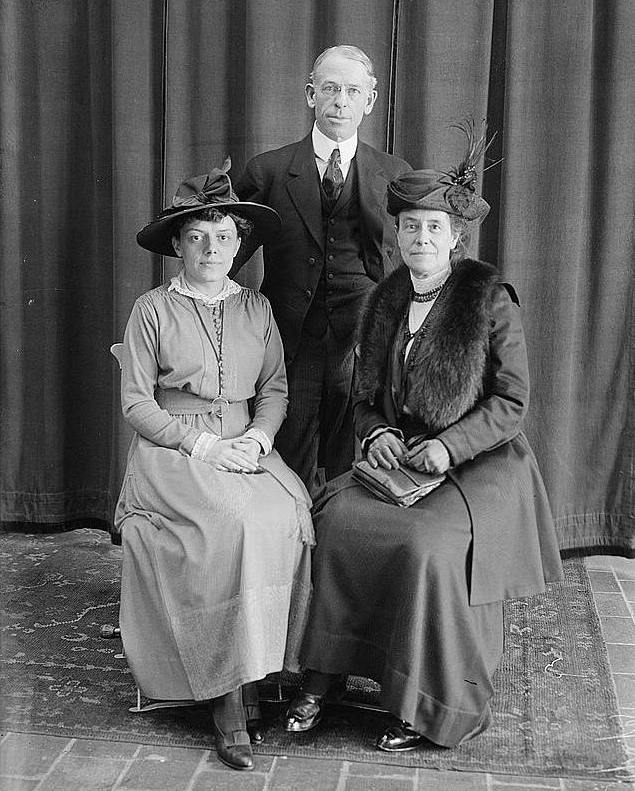
Frances Brundage, Marian MacDowell et Arthur Nevin, en 1917.

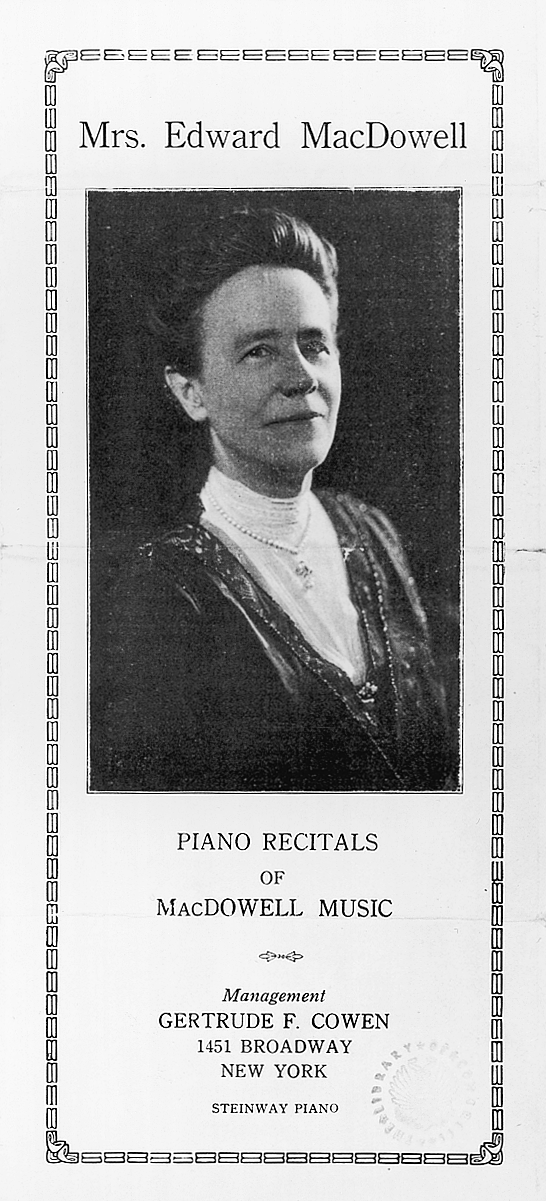
Récitals de piano de MacDowell musique par Marian MacDowell (couverture d'une brochure de publicité vers 1920).

Marian Griswold Nevins naît à New York, la troisième de cinq enfants, de David H. Nevins, un banquier de Wall Street et son épouse, Cornelia L. Perkins. Sa mère meurt en couches, alors qu'elle a huit ans. Sa tante, Caroline Perkins, de Caroline du Sud, musicienne de talent, se rend à New York pour y enseigner le piano. Elle reconnaît les dons de sa nièce et l'encourage à poursuite l'étude du piano. Lorsque Marian est plus grande, elle réalise la nécessité de faire des études en Europe : une base pour être prise au sérieux en tant qu'interprète et artiste à l'époque. En 1880, accompagnée d'un chaperon, elle part pour Francfort, avec l'intention d'étudier avec Clara Schumann au Conservatoire Hoch. Constatant que Clara Schumann est absente, Nevins demande conseil pour trouver un autre enseignant. Elle est envoyée à Edward MacDowell, un jeune compositeur américain. Après avoir travaillé ensemble pendant plusieurs années, ils décident de se marier le 24 juillet 1884. Ils eurent un enfant, mort-né. Depuis le début, Marian a une grande foi dans le talent son mari et lui a le désir de se consacrer à la composition. Ils retournent aux États-Unis en 1888.

### Famille et carrière
Au cours de leur vie commune, Marian MacDowell se rend compte que le calme et la tranquillité du milieu rural a un effet positif sur son mari. En 1896, elle achète Hillcrest, une ferme située à Peterborough pour leur résidence d'été. Marian MacDowell avait un studio de rondins, construit dans les bois où Edward MacDowell peut composer. Il apprécie l'endroit, qui est visité par leurs amis artistes. Les MacDowell se rendent compte que les artistes peuvent être stimulés par l'interaction avec des personnes d'autres disciplines. Ils élaborent des plans de création d'un lieu où les artistes peuvent venir, vivre et interagir.
En 1904, Edward MacDowell donne des signes d'un trouble nerveux avec des crises de démence qui met fin à sa carrière de compositeur et d'enseignant. Il perd presque toutes ses capacités mentales. Marian prend soin de lui jusqu'à la fin de sa vie, en janvier 1908. Dans les dernières années, elle reçoit l'aide d'une infirmière, Anna Baetz, qui plus tard est connue comme l'infirmière de Edward MacDowell. Après la mort d'Edouard, Anna Baetz reste avec Marian MacDowell, pour l'aider à la MacDowell Colony, pendant dix-huit ans.
En 1907, Marian MacDowell se lance dans leur projet d'une colonie d'artistes, et fonde une institution résidentielle à Peterborough, où les artistes peuvent vivre en résidence et travailler. Elle a conçu des moyens de soutenir les deux besoins de solitude et d'interaction des artistes, et transfère la propriété de la ferme Hillcrest à la Edward MacDowell Association.
Pendant l'été 1907, les premiers artistes sont invités : Helen Mears, une sculptrice et sa sœur Mary Mears (1876–1943), une écrivaine. Cette dernière publie un article sur la colonie dans le numéro de juillet 1909 de The Craftsman, qui lui donne beaucoup de la publicité nécessaire. La Colonie MacDowell commence à recevoir le soutien de bienfaiteurs, tels que Elizabeth Sprague Coolidge. En 1923, la Pictorial Review décerne à Marian MacDowell le prix d'excellence de 5 000 dollars pour « la contribution la plus précieuse à la vie américaine au cours de l'année ». À l’époque, la Colonie MacDowell Colony avait dix-neuf studios sur 200 hectares et 300 demandes de résidence – en 1997, il y avait 32 studios pour accueillir les boursiers et résidents MacDowell.
Pour lever des fonds, Marian MacDowell donne des conférences aux clubs et groupes musicaux des femmes. Encouragée à une session, elle reprend sa carrière d'interprète à l'âge de cinquante ans et joue avant tout la musique d'Edward MacDowell. Elle partage ses idées dans Random Notes on Edward MacDowell and his Music (1950) [Notes aléatoires sur Edward MacDowell et sa musique]. Pendant vingt-cinq ans, elle donne plus de 400 récitals aux États-Unis et au Canada, collectant des fonds pour la dotation de la MacDowell Colony de Peterborough. Ernest Hutcheson pense à elle et à Amy Beach comme « remarquablement bonnes pianistes de concert ».
Marian MacDowell joue souvent en concert pour les clubs musicaux féminins, nommés d'après Edward MacDowell — les MacDowell clubs. Elle inspire la création de certains des MacDowell clubs et unit ceux qui existaient auparavant. Ces clubs, au nombre de 400 à l'apogée de leur popularité, sont devenus d'importants bailleurs de fonds pour la MacDowell Colony et, à son tour, amène les arts dans leurs communautés locales. Marian MacDowell maintient d'étroites relations avec nombre de ces clubs tout au long de sa vie, en plus des organisations faîtière telles que la Fédération nationale des clubs de musique (National Federation of Music Clubs) et de professionnels de la musique : Sigma Alpha Iota, Omicron Delta, Phi Beta et Alpha Chi Omega. Elle a dit que les groupements de femmes avaient soulevé beaucoup plus d'argent que les fraternités d'hommes.
Marian MacDowell voyage aux États-Unis et au Canada, donnant des conférences et des récitals jusqu'en 1938. En 1947, elle démissionne de ses fonctions de directrice exécutive de l'Edward MacDowell Association.
Marian MacDowell est morte le 23 août 1956, à Los Angeles.

## Héritage
Grâce à ses efforts incessants pour soutenir les artistes, à la fois hommes et femmes, dans toutes les disciplines, Marian MacDowell est devenue une figure de premier plan des arts aux États-Unis. La colonie a pris en charge des générations d'artistes pendant le cours de sa vie, dont le travail a exprimé et contribué à la vie américaine. Ce que la MacDowell Colony continue de faire, alors que près de 250 artistes en résidence s'y pressent annuellement pour créer et interagir entre eux. En 1997, la MacDowell Colony a reçu la National Medal of Arts, en reconnaissance, pour « nourrir et inspirer un grand nombre des meilleurs artistes de ce siècle ». Il a été compté, en 1997, que « plus de 1 300 artistes en arts visuels (en plus de beaucoup d'écrivains, de compositeurs, de réalisateurs et d'architectes) ont passé un temps de qualité à MacDowell, la plus ancienne et la plus grande des retraites culturels ». Parmi les artistes américains connus qui ont été des boursiers MacDowell, on trouve : les compositeurs Aaron Copland, Leonard Bernstein et Amy Beach ; les peintres Benny Andrews, Tomei Arai, Milton Avery, Cynthia Dos, Robert Cottingham, Janet Fish, Sandy Gellis ; les photographes Marion Bélanger et Rosalind Solomon ; les poètes Galway Kinnell, Kay Boyle et Edwin Arlington Robinson ; les romanciers Willa Cather, James Baldwin et Spalding Gray ; les dramaturges Thornton Wilder, Dorothy et DuBose Heyward, pour n'en nommer que quelques-uns. Ces classiques américains tels que la pièce Our Town, de  Thornton Wilder, le ballet Billy the Kid, d'Aaron Copland et la pièce Porgy de Dorothy et de DuBose Heyward sont directement liés à la MacDowell Colony.

## Honneurs
Marian MacDowell a reçu les diplômes honorifiques de nombreuses universités et institutions de presse
- En 1930, de l'Université de New Hampshire, Durham
- 1938, du New Jersey State College pour les femmes, Nouveau-Brunswick
- 1939, du Middlebury College, Vermont

Autres prix :
- 1932, Annual Achievement Award, Pictorial Review
- 1940, Charles Holmes Pettee médaille de l'Université du New Hampshire, Durham
- Henry Hadley médaille, de la National Association for American Composers and Conductors, pour services exceptionnels rendus à la musique
- À 92 ans, Marian MacDowell, a été honorée par l'Académie américaine des arts et des lettres pour son distingué service dans le domaine des arts
- En 1997, la MacDowell Colony a reçu la National Medal of Arts

La collection de documents d'Edward et Marian MacDowell et de la MacDowell Colony est conservée à la Bibliothèque du Congrès.